# Oxid chromový
Oxid chromový (chemický vzorec CrO3) je jedním z oxidů chromu, který v něm má oxidační číslo VI. Funkčně jej lze označit jako anhydrid kyseliny chromové a je ho tak možné také pojmenovat. Jedná se o červenou až hnědou pevnou látku s velice silnými oxidačními schopnostmi, díky kterým je schopna zapalovat při kontaktu některé organické látky. Je vysoce hygroskopická a reakcí s vodou poskytuje kyselinu chromovou, ze které se získává. Je to silně karcinogenní a nebezpečná látka pro životní prostředí. Využívá se v organické syntéze k oxidaci alkoholů na aldehydy a ketony a k pochromovávání předmětů.

## Fyzikálně-chemické vlastnosti
Jedná se o temně červenou, v suchém stavu až hnědou pevnou krystalickou látku. Rozpouští se v methanolu, ethanolu, glycerolu, diethyletheru, kyselině sírové a kyselině dusičné. Oxid chromový je velmi silná hygroskopická látka a je proto nutné ho držet v nádobách, které nepropouští vzdušnou vlhkost. Ve vodě se rozpouští za vzniku kyseliny chromové a roztok má tedy kyselou reakci (jedná se o kyselinotvorný oxid). Reaguje proto se zásadami za vzniku příslušných chromanů, například:
CrO3 + 2 NaOH → Na2CrO4 + H2O
Jelikož je oxidační číslo chromu +VI jeho nejvyšší možné, může se pouze redukovat. Stejně jako chromany a dichromany je i oxid chromový velmi silné oxidační činidlo. Už jen při kontaktu s ním se některé organické látky vzněcují, například ethanol. Nad teplotou tání (196 °C) dochází k pozvolnému rozkladu oxidu chromového na oxid chromitý a kyslík podle rovnice:
4 CrO3 → 2 Cr2O3 + 3 O2
Pro organismy je oxid chromový vysoce toxický a karcinogenní. Má navíc korozivní účinky. Vysoce nebezpečný je díky těmto vlastnostem hlavně pro životní prostředí a stejně jako chromany a dichromany se odpady s chromem v mocenství +VI nesmí dostat do přírody.

## Příprava
Oxid chromový se získává z koncentrovaných roztoků rozpustných chromanů nebo dichromanů, ke kterým se přidá koncentrovaná kyselina sírová. Ta jako silnější kyselina vytěsní slabší kyselinu chromovou a sama přejde na sůl s kationtem, se kterým byl v roztoku rozpuštěn chroman. Díky nadbytku kyseliny sírové dojde navíc ještě k dehydrataci kyseliny chromové a vznikne tak oxid chromový. Rovnice přípravy:
H2SO4 + Na2CrO4 → CrO3 + Na2SO4 + H2O

## Využití
Využívá se zejména v organické syntéze jako oxidační činidlo. Nejčastěji se používá jeho roztok v kyselině octové nebo acetonu pro Jonesovu oxidaci. V těchto oxidacích přemění oxid chromový 1,5 ekvivalentu alkoholu podle níže napsané rovnice na příslušný aldehyd nebo keton (konverze tedy běží z 50 %).
2 CrO3 + 3 RCH2OH → Cr2O3 + 3 RCHO + 3 H2O
Největší množství oxidu chromového se však spotřebují k pochromovávání předmětů. Při pochromovávání pomocí oxidu chromového se musí využívat aditiva, která umožní zdárné proběhnutí procesu, ale zároveň nereagují s oxidem. Oxid reaguje s kadmiem, zinkem a dalšími látkami za vzniku ochranného povrchového filmu chromanů, který poté brání jeho využití v pochromovávání. Oxid chromový používaný pro pochromovávání proto musí mít čistý povrch zbavený ochranných vrstev jiných látek. Princip chromování spočívá ve vytvoření tenké vrstvy chromu na povrchu předmětů a ten je inertní proti působení koroze.